# Etilfosfina
Etilfosfina é a fosfina formada por um etil substituindo um H do composto PH3.